# Sala de las Cruzadas
Las Salas de las Cruzadas (en francés: Salle des Croisades) es un conjunto de habitaciones ubicadas en el Palacio de Versalles.
Las habitaciones fueron construidas a mediados del siglo XIX por el rey Luis Felipe I de Francia e inauguradas en 1843, en una época en que Francia mostraba entusiasmo con el pasado histórico y, en especial, por el período de las Cruzadas. Las habitaciones albergan más de 120 pinturas relacionadas con las Cruzadas. El rey Luis Felipe incluyó los nombres de miles de familias, cuyos ancestros fueron a las Cruzadas, lo que incentivó muchos fraudes en la época.